# Ranunculus pringlei
Ranunculus pringlei är en ranunkelväxtart som beskrevs av John Isaac Briquet. Ranunculus pringlei ingår i släktet ranunkler, och familjen ranunkelväxter. Inga underarter finns listade i Catalogue of Life.